# Midnight Oil
Midnight Oil is een Australische rockband, opgericht in 1971 onder de naam Farm. In 1976 werd de latere naam aangenomen, afgeleid van de Engelse uitdrukking "burning the midnight oil" die zoiets betekent als "tot 's avonds laat blijven werken". De groep rondom zanger Peter Garrett kreeg in de jaren 80 van de twintigste eeuw internationale bekendheid, onder meer dankzij de single Beds Are Burning.

## Geschiedenis
Hun betrokkenheid bij diverse politieke vraagstukken werd naast hun rauwe rockstijl een handelsmerk. Dit sprak onder andere uit de thematiek van de lp 'Diesel and Dust'. Het eerdergenoemde Beds Are Burning van die lp heeft in de Nederlandse hitlijsten gestaan en vroeg aandacht voor de positie van de oorspronkelijke inwoners van Australië, de Aboriginals.
Een ander voorbeeld van hun betrokkenheid bij de politieke knelpunten in Australië is te horen in het nummer Blue Sky Mine, dat gaat over de gevolgen van de vroegere asbestwinning in het plaatsje Wittenoom (West-Australië). Garrett en andere bandleden raakten betrokken bij organisaties als Greenpeace en de Movement Against Uranium Mining. In 1984 werd Peter Garrett lijsttrekker van een politieke partij, de Nuclear Disarmament Party. Later werd hij actief voor de Australian Labor Party, namens welke hij vanaf 2004 in het parlement zat. Toen Labor in november 2007 de parlementsverkiezingen won, werd hij door premier Kevin Rudd aangewezen als minister voor Milieu, Erfgoed en Kunst. Later werd hij ook nog minister van Onderwijs.
Midnight Oil speelde onder meer op het Belgische festival Torhout-Werchter in 1990.
Vanwege zijn politieke activiteiten verliet Garrett eind 2002 de band, die daarmee ophield te bestaan. De andere bandleden bleven samenwerken, zij het niet langer onder de naam Midnight Oil. Op 15 maart 2009 kwam de band eenmalig bij elkaar voor een benefietconcert in Melbourne voor slachtoffers van de grote bosbranden die Australië begin dat jaar hadden geteisterd. In 2010 werd Diesel and Dust in het boek The 100 Best Australian Albums tot beste Australische album uitgeroepen.

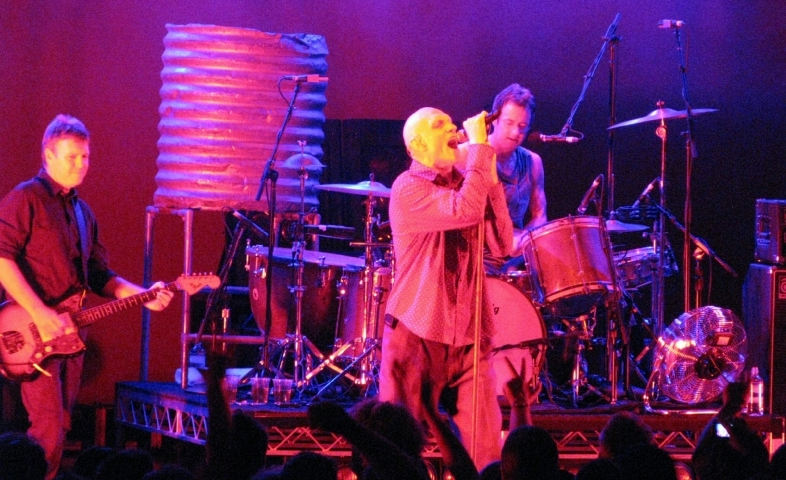
Midnight Oil live

In mei 2016 maakten de leden van Midnight Oil bekend bezig te zijn met een comeback. De band wilde in 2017 weer gaan toeren, in de samenstelling die zij had toen de groep in 2002 uit elkaar ging. Dit leidde tot een optreden in Nederland in Paradiso Amsterdam op 23 juni 2017.
Begin 2022 werd een laatste album aangekondigd inclusief een wereldtour. Daarbij traden de Oils in Nederland in Utrecht op op 2 juli 2022.

## Discografie

### Albums
| Album met eventuele hitnotering(en) in de Nederlandse Album Top 100 | Datum van verschijnen | Datum van binnenkomst | Hoogste positie | Aantal weken | Opmerkingen                                             |
| ------------------------------------------------------------------- | --------------------- | --------------------- | --------------- | ------------ | ------------------------------------------------------- |
| Midnight Oil                                                        | 01-11-1978            | -                     |                 |              |                                                         |
| Head injuries                                                       | 10-1979               | -                     |                 |              |                                                         |
| Bird noises                                                         | 10-1980               | -                     |                 |              | ep                                                      |
| Place without a postcard                                            | 11-1981               | -                     |                 |              |                                                         |
| 10 9 8 7 6 5 4 3 2 1                                                | 11-1982               | -                     |                 |              |                                                         |
| Red sails in the sunset                                             | 10-1984               | -                     |                 |              |                                                         |
| Species deceases                                                    | 06-08-1985            | -                     |                 |              | ep                                                      |
| The dead heart                                                      | 1986                  | -                     |                 |              | ep                                                      |
| Diesel and dust                                                     | 08-1987               | 16-04-1988            | 11              | 15           |                                                         |
| Blue sky mining                                                     | 25-02-1990            | 10-03-1990            | 20              | 10           |                                                         |
| Scream in blue - Live                                               | 05-05-1992            | 23-05-1992            | 70              | 4            | Livealbum                                               |
| Earth and sun and moon                                              | 20-04-1993            | 01-05-1993            | 57              | 5            |                                                         |
| Breathe                                                             | 15-10-1996            | -                     |                 |              |                                                         |
| 20.000 Watt R.S.L.                                                  | 12-10-1997            | -                     |                 |              | Verzamelalbum                                           |
| Redneck wonderland                                                  | 03-11-1998            | -                     |                 |              |                                                         |
| The real thing                                                      | 08-07-2000            | -                     |                 |              | 4 nieuwe nummers en 10 live opnamen van eerdere nummers |
| Capricornia                                                         | 19-02-2002            | -                     |                 |              |                                                         |
| Best of both worlds                                                 | 05-04-2004            | -                     |                 |              | Livealbum                                               |
| Flat chat                                                           | 14-08-2006            | -                     |                 |              | Verzamelalbum                                           |
| Essential oils                                                      | 02-11-2012            | -                     |                 |              | Verzamelalbum                                           |
| Armistice day: Live at the Domain, Sydney                           | 09-11-2018            | -                     |                 |              | Livealbum                                               |
| The Makarrata project                                               | 30-10-2020            | -                     |                 |              |                                                         |
| Resist'                                                             | 18-02-2022            | -                     |                 |              |                                                         |

### Singles
| Single met eventuele hitnotering(en) in de Nederlandse Top 40 | Datum van verschijnen | Datum van binnenkomst | Hoogste positie | Aantal weken | Opmerkingen                              |
| ------------------------------------------------------------- | --------------------- | --------------------- | --------------- | ------------ | ---------------------------------------- |
| Beds are burning                                              | 1988                  | 02-04-1988            | 3               | 11           | Nr. 3 in de Single Top 100 / Alarmschijf |
| The dead heart                                                | 1988                  | 11-06-1988            | tip10           | -            | Nr. 40 in de Single Top 100              |
| Blue sky mine                                                 | 1990                  | 17-03-1990            | 28              | 4            | Nr. 33 in de Single Top 100              |

| Single met hitnotering(en) in de Vlaamse Ultratop 50 | Datum van verschijnen | Datum van binnenkomst | Hoogste positie | Aantal weken | Opmerkingen                 |
| ---------------------------------------------------- | --------------------- | --------------------- | --------------- | ------------ | --------------------------- |
| Beds are burning                                     | 1988                  | -                     |                 |              | Nr. 2 in de Radio 2 Top 30  |
| The dead heart                                       | 1988                  | -                     |                 |              | Nr. 12 in de Radio 2 Top 30 |
| Blue sky mine                                        | 1990                  | -                     |                 |              | Nr. 29 in de Radio 2 Top 30 |

### NPO Radio 2 Top 2000
| Nummer met noteringen in de NPO Radio 2 Top 2000 | '00 | '01 | '02 | '03 | '04 | '05 | '06 | '07 | '08 | '09  | '10 | '11 | '12 | '13 | '14 | '15 | '16  | '17  | '18  | '19  | '20  | '21  | '22  | '23  | '24  |
| ------------------------------------------------ | --- | --- | --- | --- | --- | --- | --- | --- | --- | ---- | --- | --- | --- | --- | --- | --- | ---- | ---- | ---- | ---- | ---- | ---- | ---- | ---- | ---- |
| Beds Are Burning                                 | 387 | 488 | 484 | 716 | 671 | 843 | 845 | 922 | 756 | 1009 | 915 | 953 | 743 | 747 | 796 | 884 | 1077 | 1017 | 1133 | 1048 | 1078 | 1052 | 1134 | 1188 | 1184 |

1. ↑  Een vetgedrukt getal geeft de hoogste notering aan.
2. ↑  2000 was het eerste jaar met een notering voor dit nummer.